# Астромович, Пётр Фёдорович
Пётр Фёдорович Астромович (21 января 1899, с. Великая Слобода, Еремическая волость, Новогрудский уезд, Минская губерния, Российская империя — ноябрь-декабрь 1938) — советский государственный деятель. Нарком лёгкой промышленности Казахской ССР

## Биография
Пётр Фёдорович Астромович родился в крестьянской семье в деревне Великая Слобода Новогрудского уезда Минской губернии (ныне Беларусь). Белорус по национальности. Отец умер в 1906 году, после чего Пётр остался жить в семье старшего брата. В 1908—1912 годах окончил городское училище в местечке Мир. В ранние годы работал чернорабочим и строителем.

### Партийная и трудовая деятельность
С 25 октября 1917 года сотрудник военревкома при Петроградском совете, член хозяйственной комиссии Всероссийского Учредительного собрания, затем работал во ВЦИКе.
В 1918—1020 годах член хозяйственно-экономической секции совнархоза Северного района в Ленинграде, заведующий распределительным отделом, член коллегии и заместитель председателя городского продовольственного комитета, заместитель заведующего и заведующий распределительным отделом губернского комитета по топливу в Пензе, агент по снабжению топливно-строительного отдела Военно-инженерного управления Западного фронта (ВИУЗАП).
В 1920—1922 годах заместитель начальника, начальник лесного отдела губернской военно-инженерной дистанции, секретарь военного комиссариата и заведующий политическим секретариатом ВИЗУАПа в Смоленске.
В 1922—1923 годах заведующий коммерческим отделом государственной конторы «Смолстрой» в Смоленске.
В 1923—1928 годах заведующий коммерческим отделом государственной конторы «Смолстрой» Смоленского губкома Союза строителей, заведующий отделом Смоленского губернского совет профсоюзов.
В 1928—1929 годах заместитель заведующего организационным отделом ЦК профсоюза работников народного питания.
В 1929—1931 годах член президиума ЦСНХ Казахской АССР в Алма-Ате.
В 1931—1934 годах заведующий промышленным сектором Казкрайкома ВКП(б), заместитель постоянного представительства Казахской АССР при президиуме ВЦИКа.
С марта по сентябрь 1934 года первый заместитель наркома легкой промышленности Казахской АССР. С сентября 1934 по сентябрь 1936 года нарком легкой промышленности Казахской АССР. С сентября 1934 по сентябрь 1936 года нарком местной промышленности Казахской АССР. С сентября 1936 по апрель 1938 года нарком легкой промышленности Казахской АССР.
Член КазЦИК 9-го созыва (01.1935-1937)
7 апреля 1938 года Астромович был арестован НКВД по обвинению в «контрреволюционной деятельности». 11 ноября 1938 года Выездной сессией Военной Коллегии Верховного Суда СССР в г. Алма-Ата приговорила его к смертной казни по статьям 58-7, 58-8, 58-11 УК РСФСР.
Реабилитирован 7 января 1958 года решением Верховного Суда СССР — «дело прекращено за отсутствием состава преступления».

## Личная жизнь
Жена — Анна Яковлевна (1900 г.р.), врач; сын.

## Награды
Награжден знаком «15 лет КССР» (11.1935)